# Quirinal

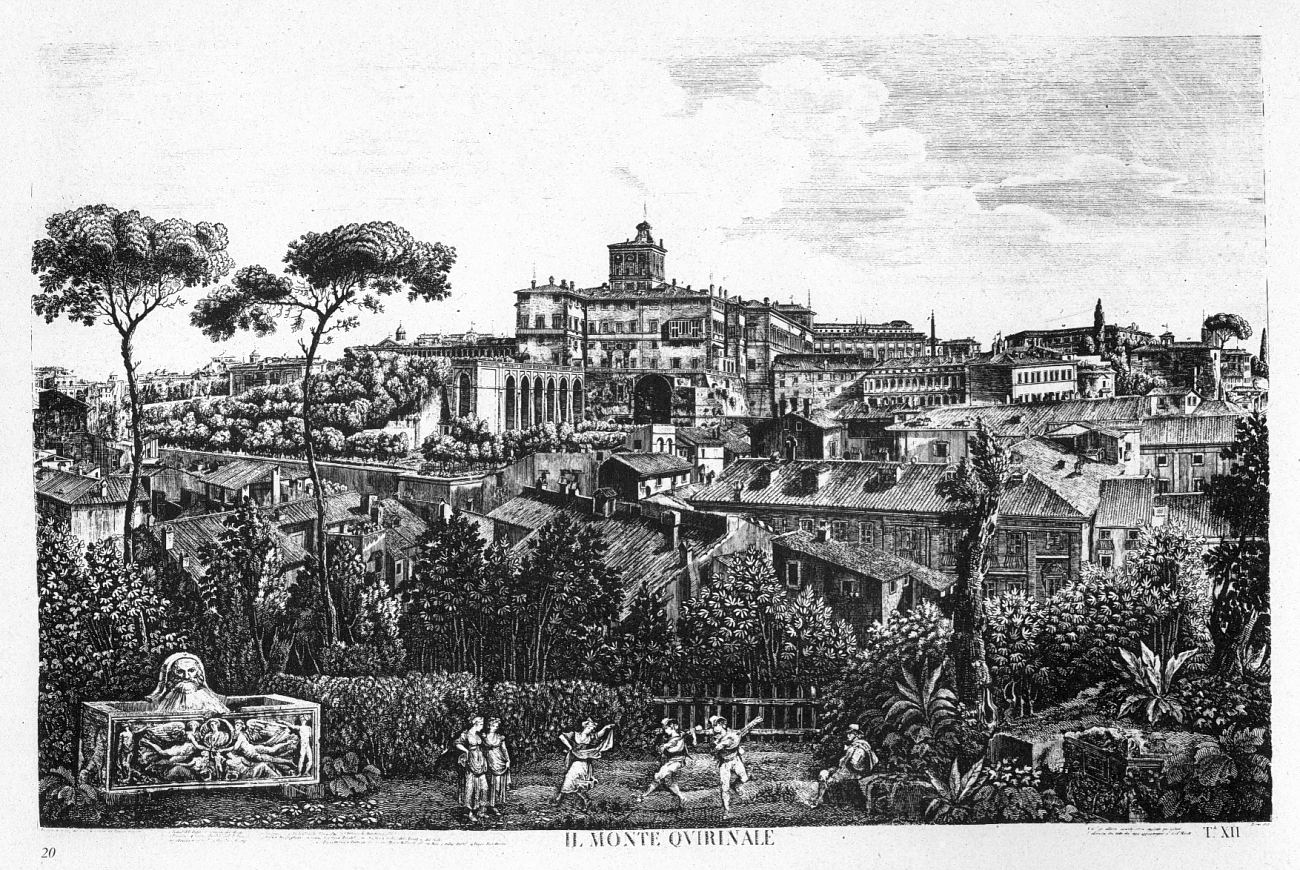
Gravură din 1827 reprezentând dealul Quirinal

Harta schematică a celor șapte coline ale Romei

Quirinal sau Dealul Quirinal (în limba latină Collis Quirinalis) este una din cele Șapte coline ale Romei, poziționată spre nord-est față de centrul istoric al orașului Roma, din Italia. În prezent, este locul în care își are reședința oficială președintele Italiei, în Palatul Quirinal. 

## Descriere
Inițial, Dealul Quirinal făcea parte dintr-un grup de coline între care se pot cita Collis Latiaris, Mucialis (sau Sanqualis) și Salutaris, astăzi dispărute ca urmare a lucrărilor de construcție începute din secolul al XVI-lea.
Conform unei legende, Dealul Quirinal a fost locul în care se găsea un mic sat al sabinilor, în care ar fi trăit Titus Tatius, după ce a încheiat pacea între romani și sabini. Acești sabini au înălțat un altar în onoarea zeului lor, Quirinus, dealul primind numele zeului.
Pe dealul Quirinal au fost descoperite morminte datând din sec. 8 î.e.n. până în sec. 7 e.n., fapt ce ar putea confirma prezența în zonă a unei așezări a sabinilor. Pe deal s-a găsit un mormânt al lui Quirinus, pe care Lucius Papirius Cursor l-a transformat în templu spre a sărbători triumful său după al treilea război cu samniții. Unii autori consideră că ar fi posibil ca "triada Capitolină" (Jupiter, Minerva, Iuno) din mitologia romană să fi fost venerată aici cu mult înainte de a fi asociată cu dealul Capitoliului. Tot aici se găsea și sanctuarul zeiței Flora venerată și de osci și de sabini.
În anul 446, pe Quirinal a fost înălțat un templu în onoarea Semo Sancus Dius Fidius. Este foarte posibil ca acesta să fi fost construit pe ruinele unui templu mai vechi. Cezar August a poruncit și el construirea unui templu, dedicat zeului Marte. Pe o pantă a Quirinalului se găseau întinsele grădini ale lui Salust.

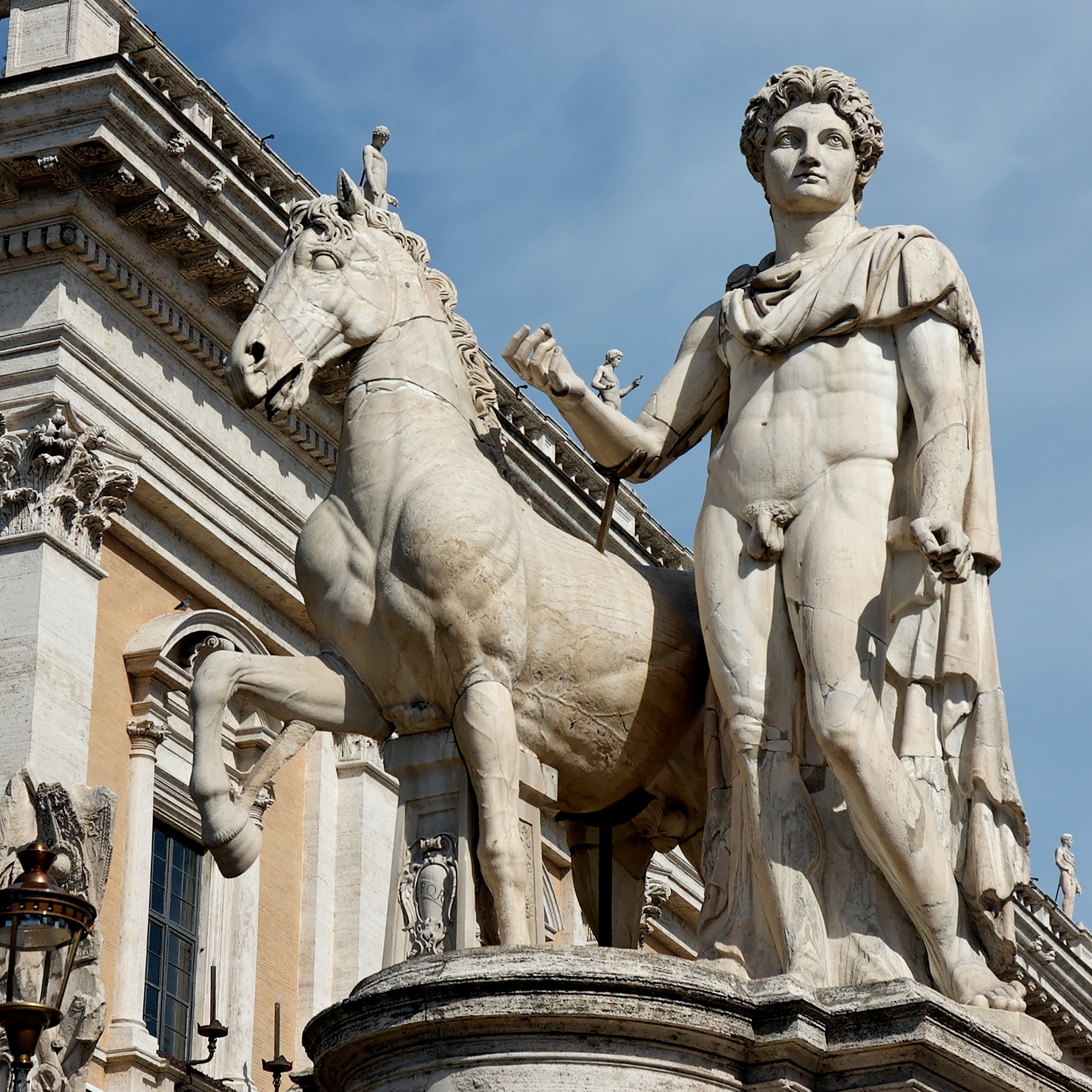
Unul din Dioscuri

Pe dealul Quirinal, Constantin cel Mare a poruncit construirea unor băi, ultimul complex de terme ("thermae") din Imperiul Roman. În prezent acestea nu mai există, fiiind incorporate în clădirile Romei din timpul Renașterii. Singurele dovezi ale existenței lor sunt câteva desene din secolul al XVI-lea.
În Evul Mediu pe dealul Quirinal au fost construite Torre delle Milizie și mănăstirea "Sf. Petru și Dominic", în timp ce deasupra clădirilor lui Constantin, a fost înălțat "Palazzo Rospigliosi".
Cele două statui colosale de marmură, "îmblânzitorii de cai", mai bine cunoscute sub denumirea de "Dioscuri", care se găsesc în prezent în Piazza Quirinale, au fost înălțate inițial lângă "Palazzo Rospigliosi". Datorită lor, în Evul Mediu, dealul Quirinal a fost denumit Monte Cavallo (muntele calului), denumire care s-a păstrat până în secolul al XIX-lea, când dealul Quirinal a fost puternic modificat prin urbanizarea inițiată de extinderea capitalei Italiei unite. Tot lângă "Palazzo Rospigliosi" se găseau cele două statui ale zeilor râului, pe care Michelangelo Buonarroti le-a mutat pe treptele "Palazzo Senatorio" de pe dealul Capitoliului.